# Meconopsis smithiana
Meconopsis smithiana är en vallmoväxtart som först beskrevs av Heinrich von Handel-Mazzetti och som fick sitt nu gällande namn av George Taylor och Heinrich von Handel-Mazzetti.
Meconopsis smithiana ingår i släktet bergvallmor, och familjen vallmoväxter. Inga underarter finns listade i Catalogue of Life.